# Динамо (Вільнюс)
Футбольний клуб «Динамо» Вільнюс (лит. Futbolo klubas Vilniaus Dinamo) — колишній литовський та радянський футбольний клуб з Вільнюса, що існував у 1941—1954 роках.

## Досягнення
- А-ліга
  - Срібний призер (1): 1945
- Кубок Литви
  - Фіналіст (1): 1952.